# Salsola tuberculatiformis
Salsola tuberculatiformis är en amarantväxtart som beskrevs av Viktor Petrovitj Botjantsev. Salsola tuberculatiformis ingår i släktet sodaörter, och familjen amarantväxter. Inga underarter finns listade i Catalogue of Life.